# Линкмянас
Линкмянас (лит. Linkmenas) — озеро в Аукштайтийском национальном парке, Игналинский район, Литва. Находится в 10 км к северо-западу от города Игналина, на озере расположена деревня Гинучяй. Входит в цепочку из семи озёр. Длина 2,3 км, максимальная ширина 0,6 км, площадь — 77,5 га, максимальная глубина достигает 9 м; средняя глубина — 4,6 м.
Через протоку соединяется с озером Алкснас (возле горы Ладакальнис).
В озеро впадает речка Асека, вытекающая из озера Асекас. Из озера Линкмянас вытекает река Линкмяна, впадающая в озеро Асалнай.
К северо-восточной оконечности озера поступают склоны горы Пилякальнис, на которой было древнее городище.
С горы Ладакальнис (местные жители называют её Лядкальнис) открывается вид на озера, окрестные леса и поля.
Развивается водный и пеший туризм. Выше по течению водяная мельница (памятник техники XIX века) в деревне Гинучяй.